# Dwi Ratnawati
Dwi Ratnawati (* 5. August 1982) ist eine ehemalige indonesische Leichtathletin, die sich auf den Diskuswurf spezialisiert hat.

## Sportliche Laufbahn
Erste internationale Erfahrungen sammelte Dwi Ratnawati im Jahr 2001, als sie bei den Südostasienspielen in Kuala Lumpur mit einer Weite von 45,68 m die Bronzemedaille hinter der Thailänderin Juttaporn Krasaeyan und ihrer Landsfrau Ibu Darminah gewann. Zwei Jahre später belegte sie bei den Südostasienspielen in Hanoi mit 46,54 m den vierten Platz, wie auch bei den Südostasienspielen 2005 in Manila mit 47,10 m. Zudem nahm sie 2007 auch an der Sommer-Universiade in Izmir teil und schied dort mit 46,78 m in der Qualifikation aus. 2007 erreichte sie bei den Studentenweltspielen in Bangkok mit 44,02 m Rang zwölf und anschließend siegte sie bei den Südostasienspielen in Nakhon Ratchasima mit einem Wurf auf 50,05 m. 2009 verteidigte sie bei den Südostasienspielen in Vientiane mit 50,63 m ihren Titel und 2011 belegte sie bei den Asienmeisterschaften in Kōbe mit 49,70 m den siebten Platz, ehe sie bei den Südostasienspielen in Palembang mit 49,98 m die Silbermedaille hinter der Thailänderin Subenrat Insaeng gewann. 2013 gewann sie dann bei den Islamic Solidarity Games in Palembang mit 47,14 m die Silbermedaille hinter der Türkin Elçin Kaya und 2017 beendete sie nach dem Sieg bei den indonesischen Meisterschaften in Jakarta ihre sportliche Laufbahn im Alter von 34 Jahren.
In den Jahren 2005, 2009 und 2010, 2013 und 2017 wurde Ratnawati indonesische Meisterin im Diskuswurf.